# 大日本國璽

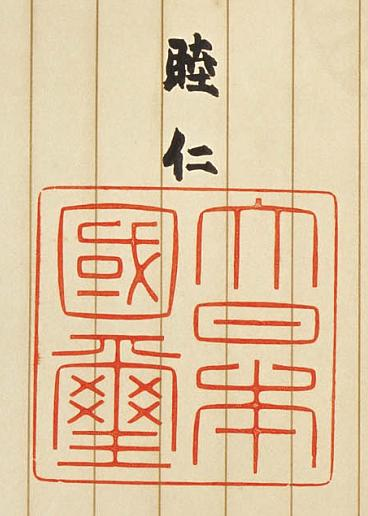
明治天皇的簽名和大日本国璽印。

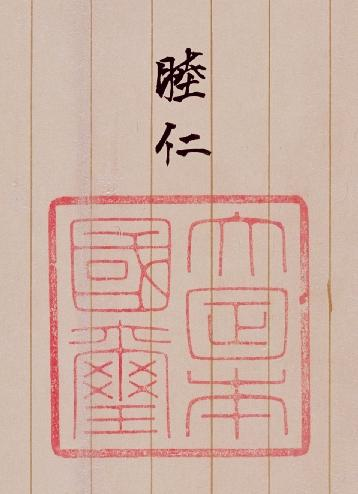
明治天皇的簽名和舊版大日本国璽印。該版國璽為1871年（明治4年）所製，使用至1874年(明治7年)。

大日本國璽（日语：、旧字体：大日本國璽）是日本的國璽。自明治維新以來曾多次被鑄造，現在使用的版本為日本明治7年（1874年）所鑄。該璽以黃金鑄造，長寬約爲8.79cm，重約3.50kg（較天皇御璽更小），印文以篆書体上刻「大日本國璽」字樣。